# Ohtsuka Tadahiko
 (juillet 2013).
Si vous disposez d'ouvrages ou d'articles de référence ou si vous connaissez des sites web de qualité traitant du thème abordé ici, merci de compléter l'article en donnant les références utiles à sa vérifiabilité et en les liant à la section « Notes et références ».
Ohtsuka Tadahiko est un expert japonais de karaté du Gōjū-ryū, 9e Dan, Kancho du Gojukensha à Tokyo en 1970 élève direct de Higa Yuchoku (1910-1994) dont il eut le titre de Hanshi. Il est né en 1940 et décédé en 2012.

## Historique
Il commença l’étude du Karaté en 1955 à Tokyo, sous la direction de Ichikawa Sosui (1924-2005), lui-même élève de Izumigawa Kanki (1908-1969). En 1967 il fit la connaissance de Yang-Ming-Shi, qui lui enseigna la petite forme du Yang Taiji-quan, la forme des 24, dite « de Pékin », qu’il a depuis largement diffusée, avec son épouse Ohtsuka Kazuko, au Japon, en Australie et en Europe (Taikyokuken). Il étudia également le Ba-gua et le Xing-yi avec O Ju-kin, de Taïwan, qui séjourna plusieurs années au Japon (Wang Shu Chin). Ses constantes recherches historiques à Okinawa (notamment auprès de Tokashiki Iken) et jusque dans la province chinoise du Fujian (où il rencontra à plusieurs reprises en compagnie de son épouse des experts du Tai-chi style Chen comme Zhu Tian Cai, Feng Zhiqiang et Chen Xiai Wang) l’ont amené à faire très largement connaître le texte Bubishi dont l’existence n’avait été jusque-là que très confidentielle et floue.
Ohtsuka Tadahiko enseigna également, notamment, les Kata Happoren  et Rokkishu, qu’il a sauvés de l’oubli, et qu’il a introduits en Europe par l’intermédiaire de Roland Habersetzer, avec lequel il entretenait des relations suivies depuis 1973. Fin 2009, il avait décidé d’arrêter son enseignement au Gojukensha, qui disparut alors en tant que Dojo. Avec lui s'est éteinte la branche directe qui reliait son enseignement au style d'origine de Sōkon Matsumura sur Okinawa, par Ankō Itosu, Chōshin Chibana puis Higa Yuckoku, une lignée dont Hironori Ōtsuka sauva et transmit de précieux Koryu-kata (katas anciens du Naha-te et du Shuri-te).